# Oropolí
Oropolí (uit het Nahuatl: "Rivier van de grote maïskolven") is een gemeente (gemeentecode 0709) in het departement El Paraíso in Honduras.
Oropolí was al een gemeente in 1711. In 1845 werd het echter grotendeels verwoest bij een burgeroorlog. Daarna hoorde het bij Texiguat. In 1865 werd het opnieuw een zelfstandige gemeente.
De hoofdplaats bevindt zich op een hoogvlakte die omgeven is door heuvels en bergen, vlak bij de rivier Oropolí.

## Bevolking
De bevolking is als volgt verdeeld:
| Vrouwen | 2912 | 48,1% |
| Mannen  | 3141 | 51,9% |

## Dorpen
De gemeente bestaat uit elf dorpen (aldea), waarvan het grootste qua inwoneraantal: Oropolí (code 070901).